# Boikos

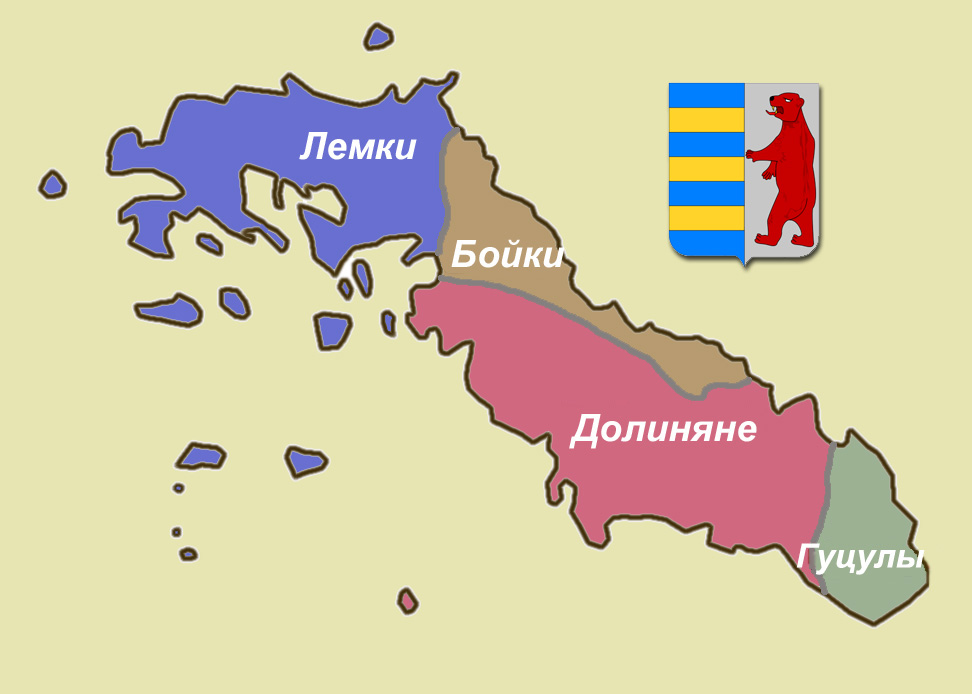
Mapa étnico de los Ucranianos carpáticos (o Rusinos, según otras versiones): Lemkos (azul), Boikos (marrón), Dolinianos (rosa) y Hutsules (verde claro), en la frontera entre Ucrania, Rumanía, Hungría, Eslovaquia y Polonia.

Los Boikos o Boicos son un grupo étnico de montañeses ucranianos que viven en las estribaciones de los Cárpatos en la región de Boikivshchina, en el sudoeste de Ucrania . Los Boikos habitan la mitad central y occidental de los Cárpatos Ucranianos, incluyendo el distrito de Dolina y una parte del distrito de Rozhniativ (Óblast de Ivano-Frankivsk), los distritos de Skoliv, Turkiv, y parte de los distritos de Drohoby, Sambirsk y Starosambirsk en el Óblast de Lviv y parte del distrito de Mizhhiria (Óblast de Transcarpatia), así como zonas adyacentes en el sudeste de Polonia y noroeste de Eslovaquia.
Recientemente algunos investigadores afirman que el grupo forma parte de la etnia rusina. Sin embargo, los Boikos se identifican a sí mismos como ucranianos. En el siglo XIX y en la primera parte del siglo XX, de todas maneras los Boikos y la mayor parte de la población de la actual Ucrania Occidental se autodenominaban Rusinos (ucraniano: русини, rusyny). El término “Ucraniano”, que reemplazó al término “Rusino” en la Ucrania Occidental a principios de siglo, se convirtió en el término común entre los rusinos/ucranianos, incluidos los Boikos. De acuerdo con lo establecido en el censo ucraniano de 2001, prácticamente todos los Boikos en Ucrania se declaran étnicamente ucranianos.
Algunos investigadores sostienen que el nombre “Boiko” se origina en una peculiaridad idiomática, específicamente en el uso de la interjección “ba”.
La mayoría de los Boikos adscriben a la Iglesia greco-católica ucraniana, si bien una importante minoría lo hace a la Iglesia Ortodoxa Ucraniana. Las peculiares iglesias de madera caracterizan la arquitectura en la región de Boikivshchina, hechas de tres naves alineadas, y la nave central más alargada que las otras.
Boiko así mismo es un apellido entre las personas originarias de la Ucrania Occidental, incluyendo a Canadá y Estados Unidos.

## Enlaces
- Anatoliy Ponomariov. "Grupos étnicos ucranianos" (en ucraniano). Disponible online.
- "Como los Rusins se convierten en Ucranianos", Zerkalo Nedeli (Espejo de la Semana), julio de 2005. Disponible en línea en ruso y en ucraniano.

- Datos: Q891187
- Multimedia: Boykos / Q891187